# CS Sedan
CS Sedan Ardennes (kortweg CS Sedan) is een Franse voetbalclub in de Noord-Franse plaats Sedan.

## Geschiedenis
De club werd in 1919 opgericht als Union Athlétique Sedan-Torcy. Van 1951 tot 1953 werd de club drie keer op rij kampioen in de CFA, de toenmalige derde klasse, en besloot bij de derde titel om het profstatuut aan te nemen en zo promoveerde de club naar de Division 2. Twee seizoenen later werd de club al kampioen en promoveerde zo voor het eerst naar de Division 1. Het eerste seizoen werd meteen een voltreffer door de eindzege in de Coupe de France. In de competitie eindigde de club meestal in de middenmoot en subtop. Na een nieuwe bekerwinst in 1961 mocht de club Europees spelen, maar werd meteen uitgeschakeld door Atlético Madrid.
In 1966 fuseerde de club met Racing Club de Paris (250 km van Sedan verwijderd) en werd dan zo RC Paris-Sedan. Het was een laatste stuiptrekking van de legendarische club RC Paris en de club speelde in Sedan. De club deed het niet slecht en werd in 1969/70 zelfs derde. In 1970 werd de fusie opgeheven en werd de huidige naam aangenomen, in 1974 heette de club één seizoen CS Sedan Mouzon Ardennes.
Een van haar voormalige spelers was de voetballer David di Tommaso die op 29 november 2005 plotseling op 26-jarige leeftijd overleed. Na zijn dood besloot de club het rugnummer waarmee hij speelde (rugnummer 29) nooit meer te gebruiken. In 2013 degradeerde de club uit de Ligue 2, maar degradeerde om financiële redenen naar de CFA. In 2017 degradeerde de club opnieuw. In 2023 werd de club wegens financiële problemen teruggezet naar de lagere regionale reeks Régional 3.

## Erelijst
- Coupe de France

Winnaar: 1956, 1961
Finalist: 1965, 1999, 2005

## Eindklasseringen
- 1954 5e
Division Interrégionale
- 1955 1e
Division Interrégionale
- 1956 9e
Division Nationale
- 1957 9e
Division Nationale
- 1958 5e
Division Nationale
- 1959 10e
Division Nationale
- 1960 11e
Division Nationale
- 1961 9e
Division Nationale
- 1962 5e
Division Nationale
- 1963 3e
Division Nationale
- 1964 12e
Division Nationale
- 1965 14e
Division Nationale
- 1966 9e
Division Nationale
- 1967 5e
Division Nationale
- 1968 10e
Division Nationale
- 1969 5e
Division Nationale
- 1970 3e
Division Nationale
- 1971 20e
Division Nationale
- 1972 1e
Division Interrégionale
- 1973 17e
Division 1
- 1974 20e
Division 1
- 1975 4e
Division 2
- 1976 16e
Division 2
- 1977 9e
Division 3
- 1978 11e
Division 3
- 1979 7e
Division 3
- 1980 9e
Division 3
- 1981 8e
Division 3
- 1982 3e
Division 3
- 1983 2e
Division 3
- 1984 11e
Division 2
- 1985 8e
Division 2
- 1986 18e
Division 2
- 1987 9e
Division 3
- 1988 5e
Division 3
- 1989 2e
Division 3
- 1990 5e
Division 3
- 1991 1e
Division 3
- 1992 15e
Division 2
- 1993 6e
Division 2
- 1994 11e
Division 2
- 1995 21e
Division 2
- 1996 4e
National 1
- 1997 6e
National 1
- 1998 2e
National
- 1999 2e
Division 2
- 2000 7e
Division 1
- 2001 5e
Division 1
- 2002 14e
Division 1
- 2003 19e
Ligue 1
- 2004 5e
Ligue 2
- 2005 6e
Ligue 2
- 2006 2e
Ligue 2
- 2007 19e
Ligue 1
- 2008 4e
Ligue 2
- 2009 9e
Ligue 2
- 2010 12e
Ligue 2
- 2011 5e
Ligue 2
- 2012 4e
Ligue 2
- 2013 19e
Ligue 2
- 2014 2e
CFA2
- 2015 1e
CFA
- 2016 12e
National
- 2017 17e
National
- 2018 2e
National 2
- 2019 3e
National 2
- 2020 2e
National 2
- 2021
National 2
- 2022 8e
National
- 2023 7e
National

- Niveau 1
- Niveau 2
- Niveau 3
- Niveau 4
- Niveau 5

| Seizoen   | №  | Clubs | Divisie                         | WG | W  | G  | V  | Saldo | Punten | Tsch   |
| --------- | -- | ----- | ------------------------------- | -- | -- | -- | -- | ----- | ------ | ------ |
| 2002–2003 | 19 | 20    | Ligue 1                         | 38 | 9  | 9  | 20 | 41–59 | 36     | 15.412 |
| 2003–2004 | 5  | 20    | Ligue 2                         | 38 | 15 | 15 | 8  | 42–31 | 60     | 9.426  |
| 2004–2005 | 6  | 20    | Ligue 2                         | 38 | 16 | 9  | 13 | 38–38 | 57     | 9.716  |
| 2005–2006 | 2  | 20    | Ligue 2                         | 38 | 19 | 14 | 5  | 50–32 | 71     | 11.454 |
| 2006–2007 | 19 | 20    | Ligue 1                         | 38 | 7  | 14 | 17 | 46–58 | 35     | 14.130 |
| 2007–2008 | 4  | 20    | Ligue 2                         | 38 | 15 | 13 | 10 | 46–40 | 58     | 9.590  |
| 2008–2009 | 9  | 20    | Ligue 2                         | 38 | 13 | 12 | 13 | 46–49 | 51     | 8.770  |
| 2009–2010 | 12 | 20    | Ligue 2                         | 38 | 11 | 16 | 11 | 46–46 | 49     | 8.203  |
| 2010–2011 | 5  | 20    | Ligue 2                         | 38 | 15 | 14 | 9  | 57–37 | 59     | 8.975  |
| 2011–2012 | 4  | 20    | Ligue 2                         | 38 | 15 | 14 | 9  | 56–45 | 59     | 7.816  |
| 2012–2013 | 19 | 20    | Ligue 2                         | 38 | 6  | 13 | 19 | 41–58 | 31     | 5.311  |
| 2013–2014 | 2  | 14    | Championnat de France amateur 2 | 26 | 17 | 7  | 2  | 52–19 | 84     | 2.676  |
| 2014–2015 | 1  | 16    | Championnat de France amateur   | 30 | 24 | 3  | 3  | 61–25 | 105    | 3.820  |
| 2015–2016 | 12 | 18    | Championnat National            | 34 | 10 | 13 | 10 | 31–34 | 43     | 3.059  |
| 2016–2017 | 17 | 18    | Championnat National            | 34 | 9  | 8  | 17 | 39–52 | 35     | 3.165  |
| 2017–2018 | 2  | 16    | Championnat National 2 Groep C  | 29 | 16 | 7  | 6  | 54-30 | 55     |        |
| 2018–2019 | 3  | 16    | Championnat National 2 Groep D  | 30 | 12 | 11 | 7  | 39-29 | 47     |        |
| 2019–2020 | 2  | 16    | Championnat National 2 Groep A  | 21 | 14 | 6  | 1  | 27-4  | 48     |        |

## Sedan in Europa
#Q = #kwalificatieronde, #R = #ronde, T/U = Thuis/Uit, W = Wedstrijd, PUC = punten UEFA coëfficiënten .
Uitslagen vanuit gezichtspunt CS Sedan
| Seizoen                                                    | Competitie           | Ronde | Land               | Club                | Totaalscore | 1e W    | 2e W    | PUC |
| ---------------------------------------------------------- | -------------------- | ----- | ------------------ | ------------------- | ----------- | ------- | ------- | --- |
| 1961/62                                                    | Europacup II         | Q     | Vlag van Spanje    | Atlético Madrid     | 3-7         | 2-3 (T) | 1-4 (U) | 0.0 |
| 1970/71                                                    | Jaarbeursstedenbeker | 1R    | Vlag van Duitsland | 1. FC Köln          | 2-5         | 1-5 (U) | 1-0 (T) | 2.0 |
| 2000                                                       | Intertoto Cup        | 2R    | Vlag van IJsland   | Leiftur Olafsjördur | 6-2         | 3-0 (T) | 3-2 (U) | 0.0 |
|                                                            |                      | 3R    | Vlag van Duitsland | VfL Wolfsburg       | 1-2         | 0-0 (T) | 1-2 (U) | 0.0 |
| 2001/02                                                    | UEFA Cup             | 1R    | Vlag van Tsjechië  | FC Marila Příbram   | 3-5         | 0-4 (U) | 3-1 (T) | 2.0 |
| Totaal aantal behaalde punten voor UEFA coëfficiënten: 4.0 |                      |       |                    |                     |             |         |         |     |

## Bekende (ex-)spelers
- Ivica Osim
- Toni Brogno
- Geir Frigård
- Serge Kimoni
- Joseph-Desiré Job
- Abdoulay Diaby
- David Eto'o
- David di Tommaso
- Ahmed El Aouad
- Wesley Lautoa
- Stéphane Martine
- Christopher Samba
- Matija Smrekar
- Yohan Boli
- Kevin Boli